# Pseudafroneta maxima
Pseudafroneta maxima là một loài nhện trong họ Linyphiidae.
Loài này thuộc chi Pseudafroneta. Pseudafroneta maxima được A. David Blest miêu tả năm 1979.